# Анастази, Пьетро
Пье́тро Анаста́зи (итал. Pietro Anastasi; 7 апреля 1948, Катания, Сицилия — 17 января 2020, Варезе, Ломбардия) — итальянский футболист. Выступал на позиции нападающего.

## Биография

### Ранние годы
Пьетро Анастази родился 7 апреля 1948 года в деревеньке близ Катании в небогатой семье, в которой «7 человек жили в двух комнатах». Как и многие итальянские юноши, Анастази пошёл в школу, но образование не нравилось Пьетро, он предпочитал играть в футбол. Так как семья Анастази была бедная, чтобы не испортить обувь, Пьетро часто гонял мяч босыми ногами.

### Первые клубы
Свою карьеру Анастази начал в составе клуба «Массиминиана», созданного Джузеппе Массиминиано, в котором играли семеро его сыновей. В 1966 году игру Анастази заметил скаут клуба «Варезе» Альфредо Казати, порекомендовавший игрока президенту команды Джованноне Борги, который, увидев игру Анастази, сразу же пригласил игрока в свой клуб, выступавший в Серии В. В первый же сезон в «Варезе» Анастази забил 6 голов в 37 матчах, а команда вышла в Серию А. В сезоне 1967/68 Анастази дебютировал в элитном дивизионе 27 сентября 1967 года с «Фиорентиной», а команда стала показывать остроатакующий футбол, в первый же год заняв 7-е место в чемпионате, победив в родных стенах и «Милан», и «Интер», и «Ювентус», а сам Анастази забил 11 голов в чемпионате.

### Переход в «Ювентус»
После успеха в чемпионате за игроком началась настоящая охота среди ведущих клубов страны. Борги уже договорился с «Интером» о покупке игрока, но сделка сорвалась из-за концерна ФИАТ, бывшего главным спонсором «Ювентуса», который поставлял компрессоры для холодильников фирмы, владельцем которой был Борги. Но всё же «Ювентус» был вынужден заплатить «Варезе» сумму равнозначную той, что предложил «Интер» — 660 млн лир, этот переход стал самым дорогостоящим на тот момент в истории итальянского футбола.

### Чемпионат Европы 1968
После окончания сезона с «Варезе» Анастази был взят сборной Италией на чемпионат Европы, где 8 июня дебютировал в составе сборной в матче со Югославией, это был финал чемпионата Европы, и он завершился со счётом 1:1, потому было решено провести переигровку два дня спустя, в которой итальянцы были сильнее 2:0, став чемпионами Старого света, а Анастази, вновь вышедший на поле, забил второй гол своей команды на 32-й минуте.

### «Ювентус»
Когда Анастази первый раз прибыл в офис «Ювентуса» в Сан-Федерико в обычной одежде без галстука и рубашки, президент клуба Витторе Кателла сказал: «Когда ты в следующий раз будешь приезжать сюда, будь добр надевать рубашку и галстук», это смутило игрока, и во все следующие приезды он уже всегда был в галстуке. В составе «Юве» Анастази дебютировал 9 августа 1968 года в матче Серии А с «Чезеной», завершившемся нулевой ничьей. Первые игры не давались молодому футболисту, главный тренер клуба Эриберто Эррера требовал строгого соблюдения тактических установок, что слабо давались Анастази, так слабо, что тренер вопрошал: «глупый, ну почему он ничего не понимает», но спустя несколько месяцев он смог адаптироваться к модели игры команды и в первый же сезон забил за «Ювентус» 15 голов (14 в чемпионате). А в следующем году забил 18 голов, а затем повторил этот результат ещё 2 раза подряд.
Во время игры за «Ювентус» Анастази познакомился со своей супругой Анной.
В 1971 году в «Ювентус» пришёл чехословацкий тренер Честмир Выцпалек, и уже в первый же сезон он выигрывает с «Ювентусом» титул чемпиона Италии, ставший первым «скудетто» для Анастази, забившего в чемпионате 11 голов. Чемпионское звание Анастази завоёвывает и в 1972, и в 1975 годах, этот титул Анастази завоевал уже под руководством нового тренера клуба Карло Паролы, с которым у Пьетро случился конфликт, доведший до того, что Парола назвал Анастази «грызущим клуб изнутри», приведший к уходу игрока из клуба в 1976 году.

Я ушёл из команды, потому что у меня был спор с Паролой, но с клубом я всегда останусь в самых лучших отношениях. Я всегда остаюсь тиффози «Ювентуса».

Свой последний матч за «Юве» Анастази провёл 14 марта 1976 года против «Милана», игра завершилась со счётом 1:1. Всего же за годы в «Ювентусе» Анастази сыграл 303 матча, в которых 130 раз забивал голы.

### Сборная 70-х
В 1970 году Анастази находился в составе сборной Италии, готовящейся к чемпионату мира. После одной из тренировок он в душевой шуточно дрался на полотенцах с массажистом команды, но один неудачный удар, нанесённый массажистом в пах Анастази привёл к излишнему приливу крови к его пенису, из-за чего игрок не смог поехать на мундиаль, на котором сб. Италии заняла 2-е место. Из-за деликатности подробностей травмы, прессе было сообщено, что у Анастази был приступ аппендицита, и лишь после турнира всплыла правда.
В 1974 году Анастази, в составе сборной поехал на чемпионат мира в ФРГ, там он провёл все три матча и даже забил 1 мяч в ворота Гаити, однако сборная Италии не смогла выйти из группы.

### Конец игровой карьеры
Из «Ювентуса» Анастази перешёл в клуб «Интернационале», будучи обменянным на Роберто Бонисенью. «Интер» был вынужден ещё и доплатить сумму в 100 млн лир. В рядах «нерадзурри» Анастази уже не показывал высокого уровня игры, забив лишь 9 мячей в 46 матчах чемпионата, единственным достижением стала победа в Кубке Италии в 1978 году.
После двух сезонов в «Интере» Анастази переходит в скромный «Асколи», а завершает карьеру в швейцарском «Лугано» в 1982 году.
По окончании карьеры работал спортивным комментатором на телеканале «Телеломбардия», а также часто являлся приглашённым экспертом на футбольных программах телеканала «Италия 7 Голд», тренировал юношескую команду клуба «Варезе».

## Достижения
- Чемпион Европы: 1968
- Чемпион Италии: 1972, 1973, 1975
- Обладатель Кубка Италии: 1978